# Троковичі
Троко́вичі — село в Україні, в Оліївській сільській  громаді Житомирського району Житомирської області. До 29 жовтня 2017 року село було центром Троковицької сільської ради. В історичних документах вперше згадується в 1584 році. 
Село розміщене на витоку річки Свинолужки. Найближчий районний центр — Черняхів, відстань — 8 км. Найближча залізнична станція — Горбаші, відстань — 10 км. Залізнична зупинка Строковиці розташована за 1 км. від села.
В Троковичах є: загальноосвітня школа (538 учнів, 37 вчителів), сільський будинок культури (400 місць), дві бібліотеки з книжковим фондом 11567 книг, ФАП, поштове відділення, 4 сільмаги, їдальня, дві майстерні побутового обслуговування, дитячі ясла-садок.

## Церква Святої Трійці
В Троковичах розташована Пам'ятка архітектури національного значення Церква Святої Трійці, у якій зберігаються метричні книги, починаючи з 1821 року.
Церква побудована коштом місцевого священика Яновицького, поміщика Квятковича та прихожан у 1791 році. До приходу церкви були віднесені села Некраші, Велика Горбаша і Мала Горбаша.
| "Троїцька церква в Троковичах майже з усіх боків унікальна, оскільки "за складністю та оригінальністю… не має аналогів в усій дерев'яній архітектурі України….Прообразом троковицького дива послужила церква Різдва Богородиці на Дальніх печерах Києво-Печерської Лаври. В обох випадках до класично-тридільного храму додано чотири об'єми — два до бабинця (двоповерхового, з хорами) і два до вівтаря. Семибанні церкви — велика рідкість. Але якщо лаврська святиня такою і лишилася, то троковицька внаслідок добудови у кінці ХІХ ст. двох бічних приділів стала дев'ятибанною, наздогнавши Троїцький собор в Новомосковську. І в дечому, на сьогоднішній день, навіть обігнавши….Зокрема, у поліській церкві вражає старий 15-тиметровий іконостас — з характерним для кінця XVIII ст. поєднанням барокових і класицистичних рис. Щоправда, більшість його ікон мають пізніше походження, але царські врата і різьблення — однозначно первісні." (В. Завада)[1] |

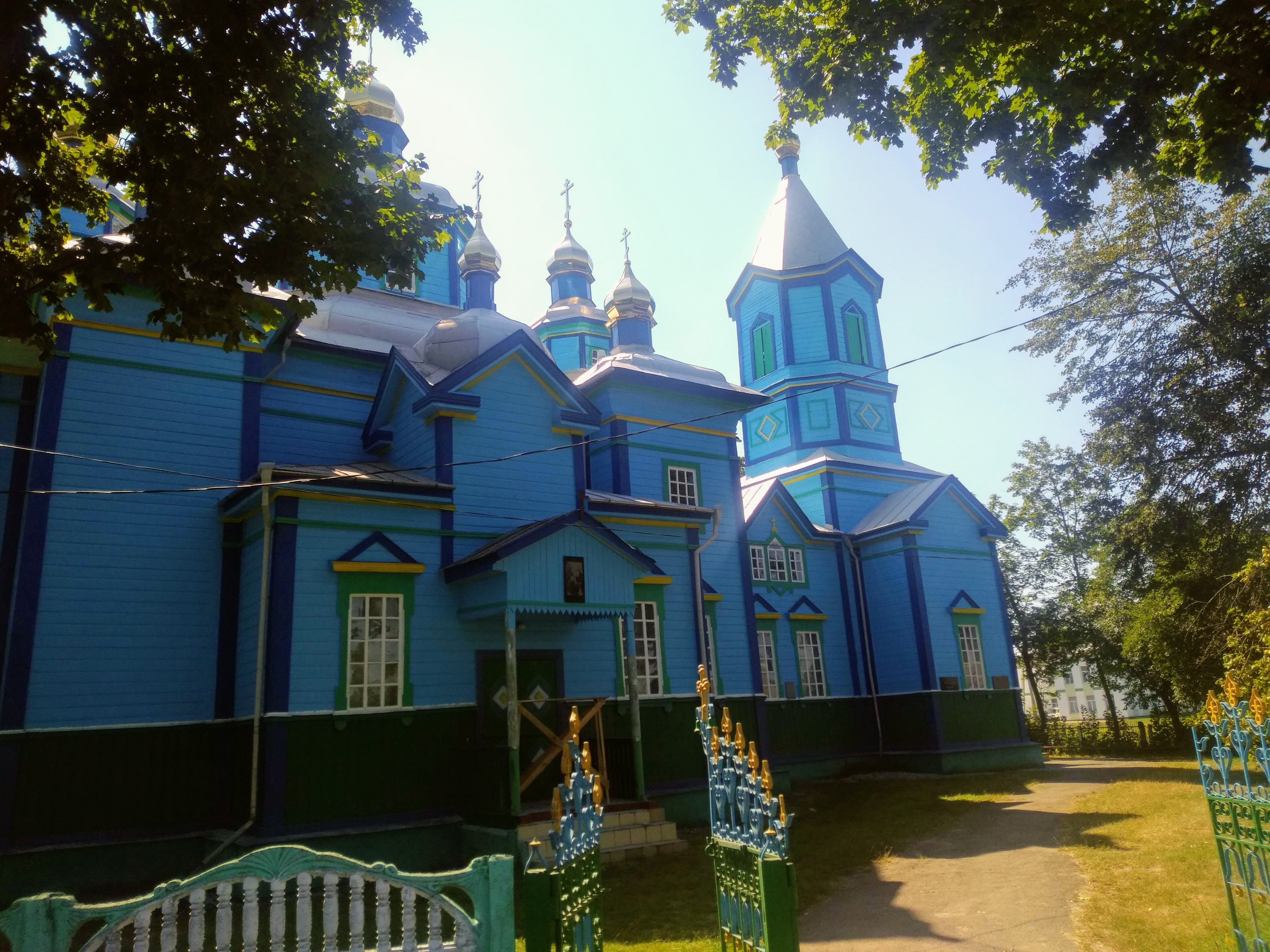
Церква святої Трійці ззовні
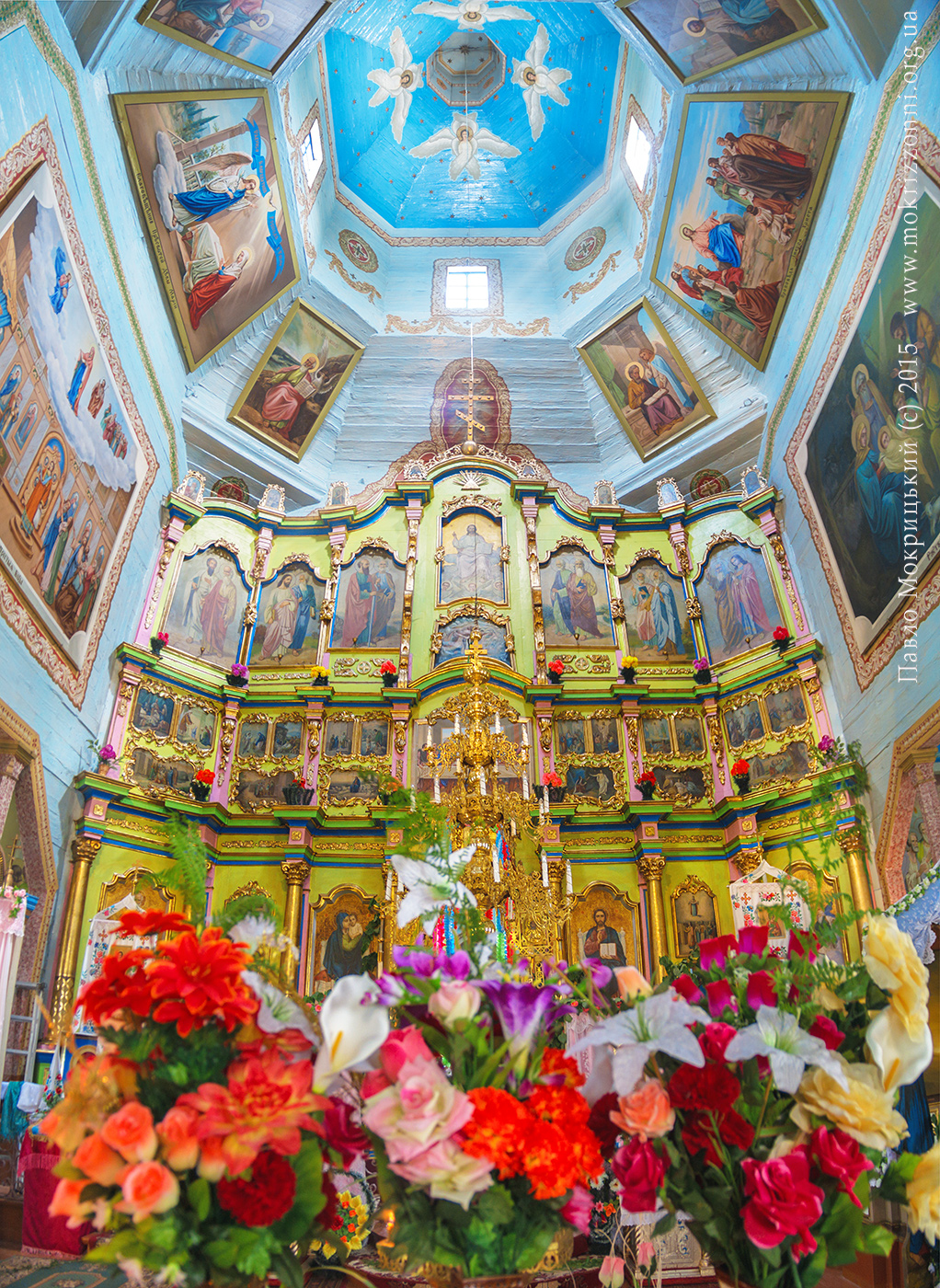
Різьблений іконостас Церква святої Трійці

## Історія

### Давня історія
Поселення на цьому місці було відоме ще до нашестя татаро-монголів на Русь. Згідно місцевої легенди, татаро-монголи, рухаючись на країни заходу, на своєму шляху знищили місто Троків. Це місто було розташоване на перетині сіл Оліївка, Піщанка, Троковичі та Некраші — на місці сучасного урочища «Пасіки». І люди, які залишились в живих, побудували поряд нове поселення, яке назвали Троковичі.
Із письмових архівних документів відомо, що в період Визвольної війни 1648—1658 років, біля Троковичів відбулась битва козацького війська під проводом Івана Богуна та польських військ, під керівництвом князя Четвертинського.
На місці битви височіє величезна могила і досі на цих полях знаходять свинцеві кулі, товщиною в палець, а то й гроші того періоду, які виплачували поляки своїм воякам прямо в період походів і битв. На могилі було поставлено пам'ятник воїнам-односельчанам, які загинули у війні 1812 року. Цей пам'ятник дотепер стоїть на могилі козацької слави, де за даними того часу похоронені 2173 козаки.
В письмових архівних документах с. Троковичі згадується в акті від 7 травня 1610 року. Повідомляється, що в цьому році були відокремленні володіння князя Януша Острозького волості Вільської, до якої входили села Івановичі, Грушки, Новопіль і Зороків, від володіння Стефана Немирича, волості Черняхівської, до складу якої входили села Ставів (Славів), Селянщина, Мокренщина, Горбаша, Троковичі. Цей акт свідчить, що на початку XVII століття село Троковичі належало Стефану Немиричу.
З роками село розрослося і вже в 1892 році мало 281 будинок, в яких проживало 2229 мешканців. В 1913 році в селі була винна лавка, кредитне товариство, трактир і 1961 житель.

### Радянська влада і голодомор
Радянську владу в селі примусово встановлено в 1918 році. 1920 року було створено організацію КП/б/У, комсомольську — в 1921 р.
Згодом на території села було організовано три колгоспи: ім. Леніна (заснований в 1929 році), ім. Сталіна(1930), та ім. Шевченка (1931). В травні 1950 року ці колгоспи об'єднали в один — колгосп ім. Леніна.
В 1932—1933 роках, під час голодомору, в селі померло близько 300 чоловік. Це, зі слів жителів села Сича Василя, Рубана І. В. В 1937—1938 роках було репресовано 55 чоловік. Репресовано було і вчителя Троковицької школи Рубана Івана Миколайовича — керівника Троковицького повстанського загону, який в 1918 році роззброїв ешелон німців. Після перевороту 1917 року він був директором Коростишівського педучилища, директором Дніпропетровського університету.

### Німецька окупація
Село було зайняте німцями на початку липня 1941 року. За період з липня 1941 року по вересень 1943 року з села було виселено в Мархлевський район біля півтори сотні сімей. Таким чином, місцеве населення переселилось на бідні поліські землі, а на їх місце, в Троковичі, населялись «фольксдойчи». Ті селяни, що залишились в селі, повинні були платити податки: подушне по 150 крб. з душі, на здороввідділ по 200 крб., страховку — 40-60 крб., податок на собаку 75 крб.
Крім цього, кожен двір повинен був здати німцям м'яса — 79 кг, молока щоденно — 5-6 літрів. З села в 1942 році здано 1536 кг курячого та гусячого м'яса, 72640 яєць. У кого були плодові дерева — повинен був здавати фрукти. Кожне господарство повинно було здати 300—400 кг картоплі. Громадяни, яким не під силу було цей тягар і вони не виконували в повному об'ємі податки, притягались до відповідальності.
Жителів села — українців з кожним роком ставало все менше і менше. Наприклад, на 1 січня 1943 року в Троковичах лишилось 1762 українців з 2338, які тут проживали до війни. А приїхали сюди на постійне проживання 563 чоловіки німецької національності. 29 січня 1943 року головою сільуправи уже був призначений німець — Фрідріх Шейблер. Таким чином, сільська влада повністю перейшла до німців.
В листопаді 1943 р. село було зайняте радянськими військами. 406 жителів пішло воювати проти гітлерівців, з них 197 загинуло, 254 нагороджено бойовими медалями і орденами Радянського Союзу. Односельцю М. І. Бакалову, за героїчний подвиг під містом Мелітополем, присвоєно звання Героя Радянського Союзу.
Уродженець села Рубан Іван Васильович, керуючи реактивними установками «Катюша», отримав 5 орденів і багато медалей, в тому числі, «За оборону Москви» та звільнення Будапешта і Відня.
На могилах воїнів встановлено 2 пам'ятника — обеліски. Односельчанам, що загинули у німецько-радянській війні, поставлено скульптурний пам'ятник.

### Повоєнний час
На території села була розміщена центральна садиба колгоспу ім. Леніна, який мав 3373 га сільськогосподарських угідь, в тому числі 2643 га ріллі, три рільничих та одну тракторну бригаду, дві молочно — тваринницькі ферми, млин, пилораму. Напрям господарства — льоно-картопляний з розвинутим хмелярством та м'ясо-молочний.
Колгосп ім. Леніна довгі роки в рослинництві займав перші місця в районі. Значних результатів він досяг, коли головою був Горкуша Микола Кузьмович, який народився в цьому селі, на початку війни (в період окупації німецькими загарбники села Троковичі та прилеглих територій) очолював партизанський загін, брав участь у визволені села Троковичі та прилеглих територій та продовжував воювати у складі Червоної армії, повернувся в село і понад 17 років очолював господарство. Після нього головою колгоспу став агроном з вищою освітою Легенчук Олександр Трохимович. При ньому по селу були прокладені шосейні шляхи, побудований Будинок культури на 400 місць, двоповерхова контора колгоспу, пождепо, тракторний стан, овочепереробний цех, багато господарських і житлових приміщень.
136 трудівників села були нагороджені орденами і медалями Радянського Союзу. Орденом Леніна нагороджено доярку Сич Галину Іванівну, ланкову по льону Коротун Ольгу Василівну, вчителя Теодоровича Миколу Григоровича, звання Героя Соціалістичної Праці присвоєно ланковій по льону Рубан Ніні Михайлівні.

## Населення

### Мова
Розподіл населення за рідною мовою за даними перепису 2001 року:
| Мова            | Кількість | Відсоток |
| --------------- | --------- | -------- |
| українська      | 1797      | 98.52 %  |
| російська       | 25        | 1.37 %   |
| білоруська      | 1         | 0.06 %   |
| інші/не вказали | 1         | 0.05 %   |
| Усього          | 1824      | 100 %    |

## Відомі люди

### Народилися
- Михайло Бакалов (1920—1944) — Герой Радянського Союзу, учасник Німецько-радянської війни.
- Віталій Євтушенко (1931—1993) — кандидат медичних наук, заслужений лікар УРСР.
- Петро Ковалик (нар. 1947) — український вчений у галузі медицини, отоларинголог.
- Михайло Сич (1941—2012) — український поет, перекладач, журналіст, художник.

### Навчалися, працювали
- Василь Рубан (1942—2017) — український поет, прозаїк, дисидент.

## Галерея

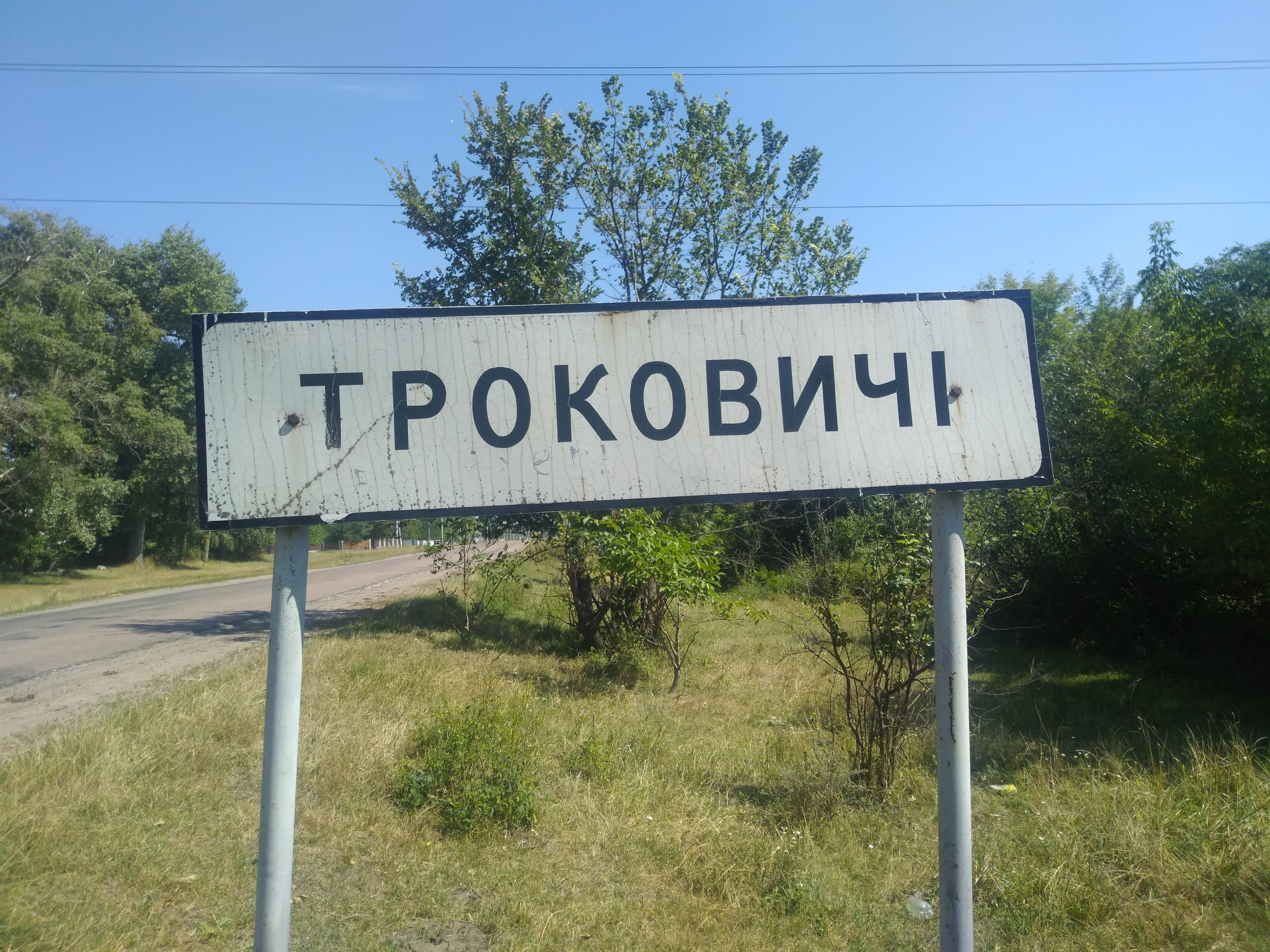
Знак на в'їзді до села
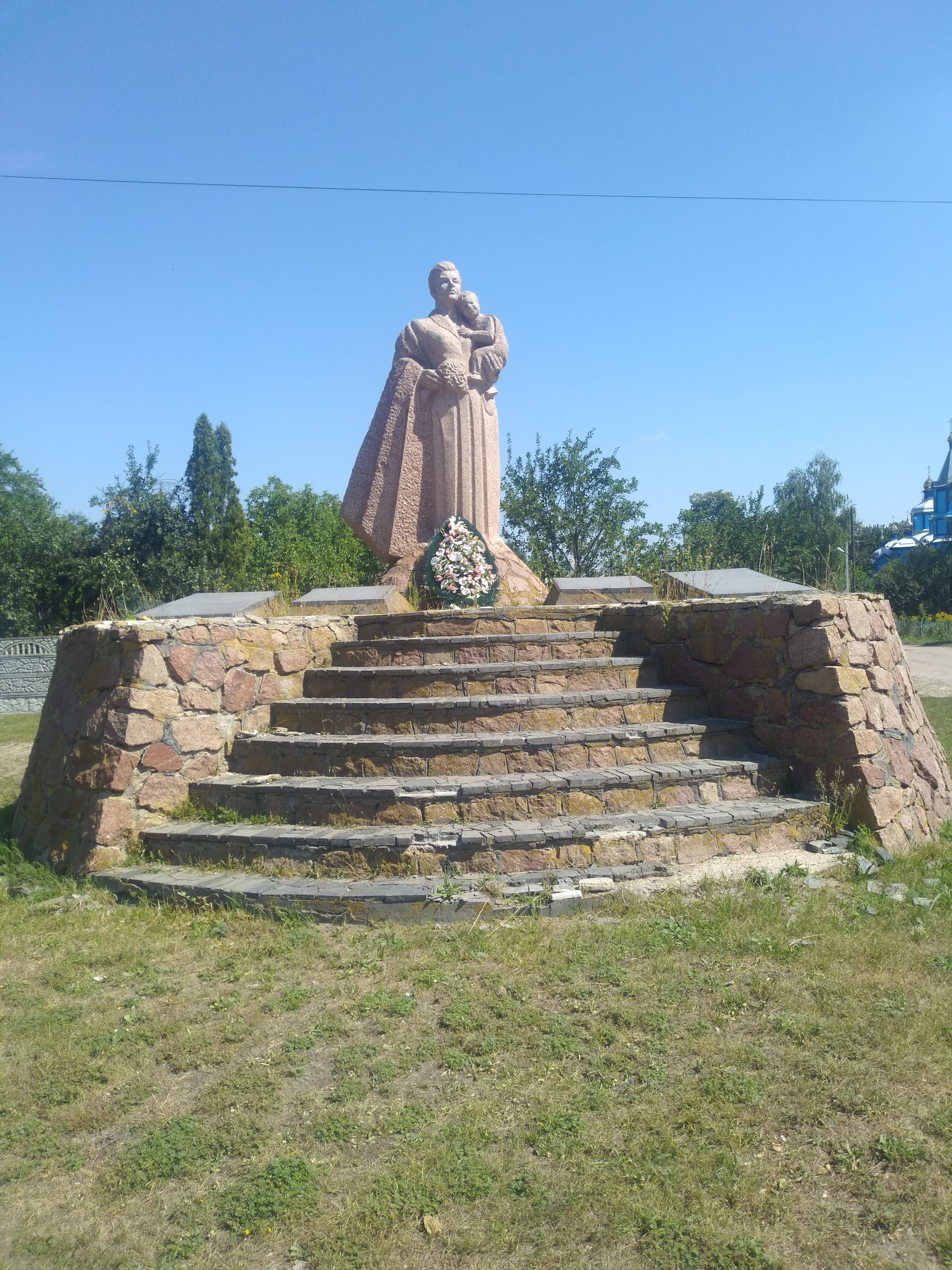
Пам'ятник загиблим під час Другої світової війни
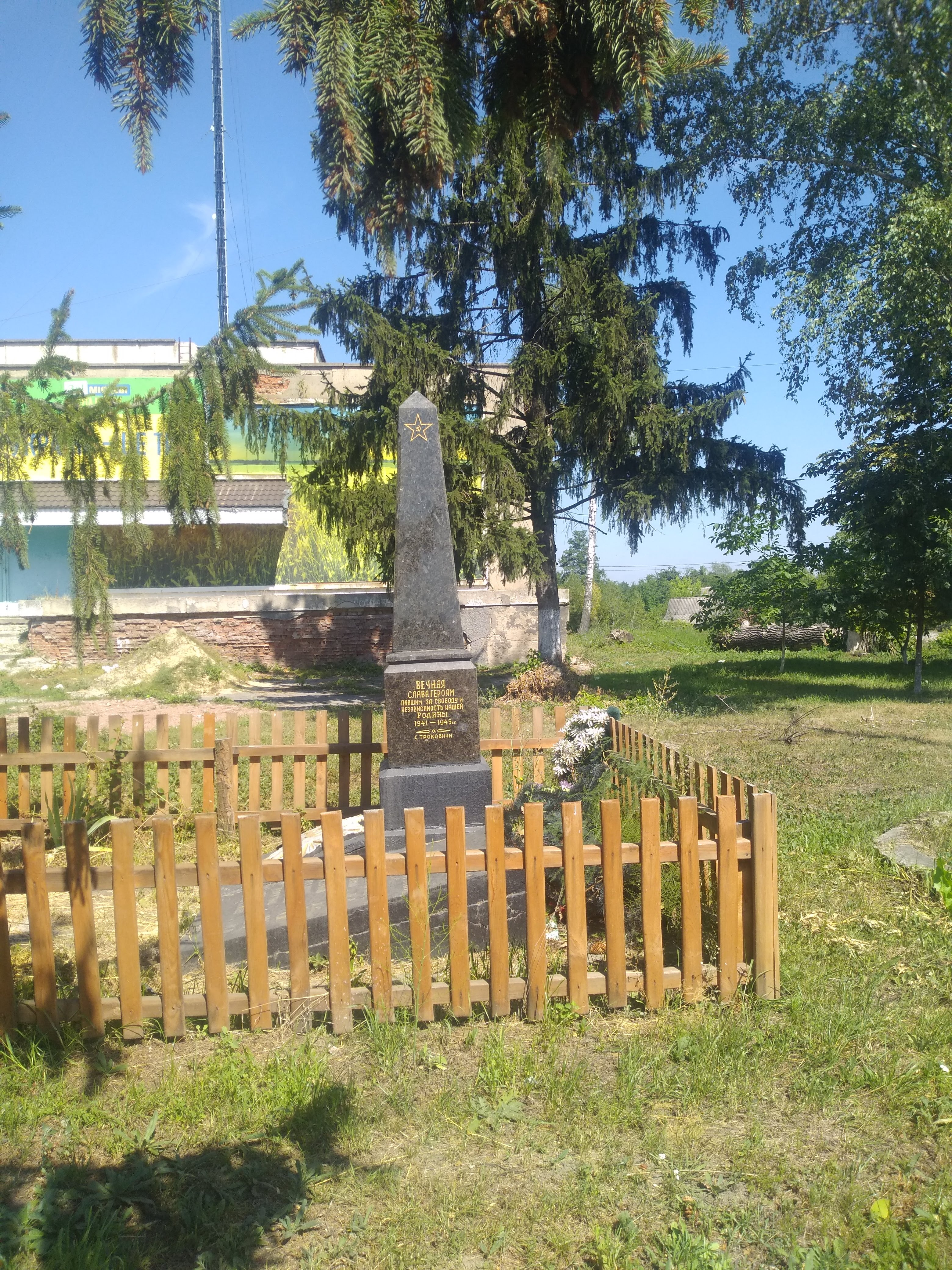
Братська могила